# Canton de Châlons-en-Champagne-2
Le canton de Châlons-en-Champagne-2 est une circonscription électorale française située dans le département de la Marne et la région Grand Est.  

## Géographie
Ce canton est organisé autour de Châlons-en-Champagne dans l'arrondissement de Châlons-en-Champagne.  Son altitude varie de 72 m (Aigny, Condé-sur-Marne et Jâlons) à 153 m (Châlons-en-Champagne).

## Histoire
Le canton de Châlons-sur-Marne-II est créé par décret du 13 juillet 1973 scindant en trois le canton de Châlons-sur-Marne.
Il est modifié par le décret du 31 janvier 1985 créant le canton de Châlons-sur-Marne-IV.
En 1995, la commune de Châlons-sur-Marne est renommée en « Châlons-en-Champagne ».
Par décret du 21 février 2014, le nombre de cantons du département est divisé par deux, avec mise en application aux élections départementales de mars 2015. Le canton de Châlons-en-Champagne-2 est conservé et voit ses limites territoriales remaniées.

## Représentation

### Représentation avant 2015
| Période | Période | Identité          | Étiquette    | Qualité |
| ------- | ------- | ----------------- | ------------ | --- |
| 1973    | 1988    | Bruno Bourg-Broc  | UDR puis RPR | Professeur Député (1982-2007 et 2009-2012) Maire de Chalons-en-Champagne (1995-2014)                                                                           |
| 1988    | 2011    | Philippe Michelot | RPR puis PR  | Cadre commercial puis directeur du développement Vice-Président du Conseil Général                                                                             |
| 2011    | 2015    | Rudy Namur        | PS           | Contrôleur de gestion des CFA de la Région Champagne-Ardenne Conseiller municipal de Châlons-en-Champagne Elu en 2015 dans le Canton de Châlons-en-Champagne-1 |

### Représentation après 2015
| Période élective | Période élective | Mandat         | Mandat                 | Identité          | Nuance | Nuance | Qualité |
| ---------------- | ---------------- | -------------- | ---------------------- | ----------------- | ------ | ------ | --- |
| 2015             | 2021             | 2015           | 2021                   | Jean-Louis Devaux |        | LR     | Gérant d'entreprise, adjoint au maire de Châlons-en-Champagne Ancien conseiller général du Canton de Châlons-en-Champagne-1 (2008-2015) |
| 2015             | 2021             | 2015           | 2017 (démission)       | Lise Magnier      |        | DVD    | Fonctionnaire, adjointe au maire de Châlons-en-Champagne, élue députée Agir en 2017                                                     |
| 2015             | 2021             | 2017           | 2019 (décès)           | Chantal Choubat   |        | LR     | Maire de Juvigny (2008-2019) |
| 2015             | 2021             | 2 février 2020 | 2021                   | Sabine Galicher   |        | DVD    | Maire de Vraux |
| 2021             | 2028             | 2021           | 3 février 2023 (décès) | Jean-Louis Devaux |        | LR     | Conseiller sortant 3ème vice-président chargé de la Voirie.                                                                             |
| 2021             | 2028             | 17 mars 2023   | en cours               | Guy Janson        |        | DVD    | Gérant d'entreprise, maire des Grandes-Loges                                                                                            |
| 2021             | 2028             | 2021           | en cours               | Sabine Galicher   |        | DVD    | Conseillère sortante |

### Résultats détaillés

#### Élections de mars 2015
À l'issue du 1er tour des élections départementales de 2015, deux binômes sont en ballottage : Jean-Louis Devaux et Lise Magnier (UMP, 39,28 %) et Mylène Gouthier et Dominique Louis (FN, 32,25 %). Le taux de participation est de 51,55 % (8 271 votants sur 16 046 inscrits) contre 48,93 % au niveau départemental et 50,17 % au niveau national.
Au second tour, Jean-Louis Devaux et Lise Magnier (UMP) sont élus avec 63,91 % des suffrages exprimés et un taux de participation de 50,78 % (4 679 voix pour 8 147 votants et 16 045 inscrits).
Lise Magnier a quitté LR et est membre d'Agir, la droite constructive.

#### Élections de juin 2021
Le premier tour des élections départementales de 2021 est marqué par un très faible taux de participation (33,26 % au niveau national). Dans le canton de Châlons-en-Champagne-2, ce taux de participation est de 31,18 % (4 735 votants sur 15 185 inscrits) contre 28,76 % au niveau départemental. À l'issue de ce premier tour, deux binômes sont en ballottage : Jean-Louis Devaux et Sabine Galicher (LR, 47,15 %) et Jessica Derosiers et Laurent Diouris (RN, 24,25 %).
Le second tour des élections est marqué une nouvelle fois par une abstention massive équivalente au premier tour. Les taux de participation sont de 34,36 % au niveau national, 29,32 % dans le département et 31,94 % dans le canton de Châlons-en-Champagne-2. Jean-Louis Devaux et Sabine Galicher (LR) sont élus avec 72,12 % des suffrages exprimés (3 179 voix pour 4 847 votants et 15 174 inscrits),,. 

## Composition

### Composition de 1973 à 1985
Lors de sa création, le canton de Châlons-sur-Marne-II est composé de :
- les communes d'Aigny, Condé-sur-Marne, Les Grandes-Loges, Isse, Juvigny, Recy, Saint-Étienne-au-Temple, Saint-Martin-sur-le-Pré, Saint-Memmie, La Veuve et Vraux ;
- la portion de territoire de la ville de Châlons-sur-Marne déterminée par l'axe des voies ci-après : avenue de Metz, rue de la Vermicellerie, rue des Quatre-Vents, boulevard Émile-Zola, bordure sud du cimetière de l'Est, rue du Mont-Calvaire, rue du Châtelet, place des Ursulines, rue du Four, rue du Flocmagny, rue Traversière, rue de l'Arquebuse, rue Léon-Bourgeois, place de Verdun, avenue du Général-Sarrail, rue Clovis-Jacquiert, rue Émile-Schmitt, rue Georges-Clemenceau, chemin de Saint-Martin-sur-le-Pré et avenue Henri-Becquerel.

### Composition de 1985 à 2015

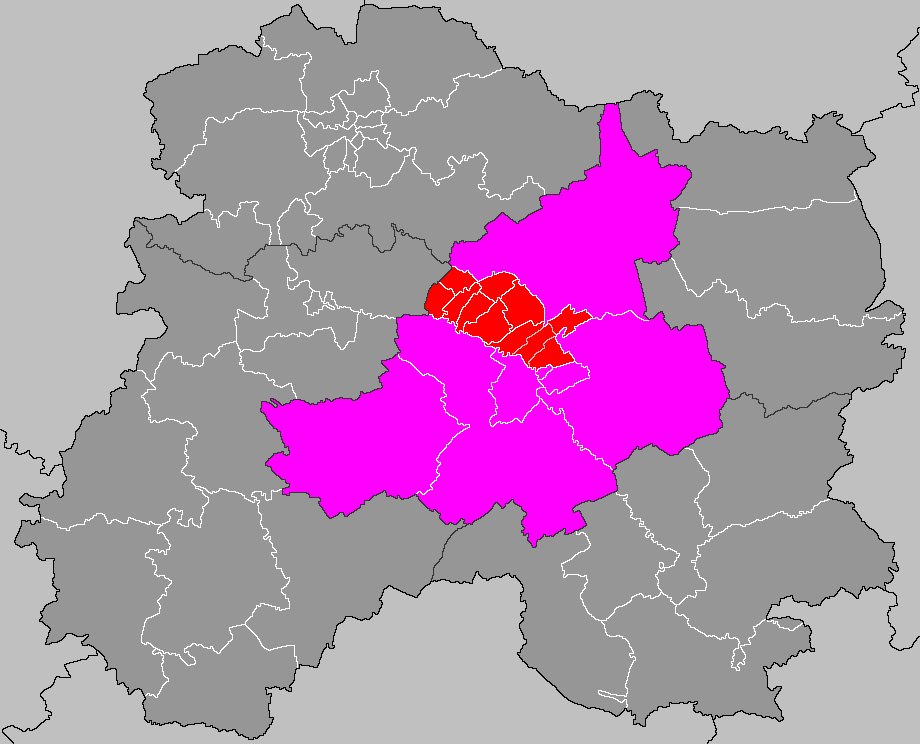
Situation du canton de Châlons-en-Champagne-2 dans le département de la Marne de 1985 à 2015.

Il est réduit par la création du canton de Châlons-sur-Marne-IV en 1985. Il est alors composé de :
- les communes d'Aigny, Condé-sur-Marne, Les Grandes-Loges, Isse, Juvigny, Recy, Saint-Étienne-au-Temple, Saint-Martin-sur-le-Pré, La Veuve et Vraux ;
- la portion de territoire de la commune de Châlons-sur-Marne située au Nord d'une ligne définie par les limites territoriales du canton de Châlons-sur-Marne-III (de la limite territoriale de la commune de Saint-Martin-sur-le-Pré à la rue Jean-Jaurès) et par l'axe des voies ci-après : rue Jean-Jaurès, boulevard Léon-Blum, place aux Chevaux, boulevard Justin-Grandthille, place de Verdun, avenue de Sainte-Menehould, rue Jules-Roussel, avenue de Sainte-Menehould, rue de la Croix-Milson, voie séparant la caserne Février de l'hôpital militaire et son prolongement jusqu'à l'avenue Beethoven, avenue Beethoven et déviation de la route nationale 44 (jusqu'à la limite territoriale de la commune de Saint-Memmie).

### Composition depuis 2015
Le canton comprend désormais :
1. dix-huit communes entières,
2. la partie de la commune de Châlons-en-Champagne située à l'est d'une ligne définie par l'axe des voies et limites suivantes : depuis la limite territoriale de la commune de Saint-Martin-sur-le-Pré, avenue du Général-Sarrail, place de Verdun, avenue de Valmy, place aux Chevaux, canal Saint-Martin, pont Jacquesson, boulevard Léon-Blum, rue Jean-Jaurès, canal latéral à la Marne, pénétrante urbaine, allée Voltaire, allée Paul-Doumer, avenue de Metz, jusqu'à son intersection avec la rue des Quatre-Vents et jusqu'à la limite territoriale de la commune de Saint-Memmie.

| Nom                                          | Code Insee | Intercommunalité           | Superficie (km2) | Population (dernière pop. légale)                | Densité (hab./km2) | Modifier                                    |
| -------------------------------------------- | ---------- | -------------------------- | ---------------- | ------------------------------------------------ | ------------------ | ------------------------------------------- |
| Châlons-en-Champagne (bureau centralisateur) | 51108      | CA de Châlons-en-Champagne | 26,05            | Fraction : 16 805 (2022) Commune : 43 218 (2022) | 1 659              | modifier les données · modifier les données |
| Aigny                                        | 51003      | CA de Châlons-en-Champagne | 11,24            | 287 (2022)                                       | 26                 | modifier les données · modifier les données |
| Aulnay-sur-Marne                             | 51023      | CA de Châlons-en-Champagne | 9,07             | 276 (2022)                                       | 30                 | modifier les données · modifier les données |
| Champigneul-Champagne                        | 51117      | CA de Châlons-en-Champagne | 29,66            | 323 (2022)                                       | 11                 | modifier les données · modifier les données |
| Cherville                                    | 51150      | CA de Châlons-en-Champagne | 3,76             | 84 (2022)                                        | 22                 | modifier les données · modifier les données |
| Condé-sur-Marne                              | 51161      | CA de Châlons-en-Champagne | 12,34            | 749 (2022)                                       | 61                 | modifier les données · modifier les données |
| Les Grandes-Loges                            | 51278      | CA de Châlons-en-Champagne | 12,82            | 285 (2022)                                       | 22                 | modifier les données · modifier les données |
| Isse                                         | 51301      | CA de Châlons-en-Champagne | 10,81            | 109 (2022)                                       | 10                 | modifier les données · modifier les données |
| Jâlons                                       | 51303      | CA de Châlons-en-Champagne | 10,35            | 550 (2022)                                       | 53                 | modifier les données · modifier les données |
| Juvigny                                      | 51312      | CA de Châlons-en-Champagne | 21,37            | 959 (2022)                                       | 45                 | modifier les données · modifier les données |
| Matougues                                    | 51357      | CA de Châlons-en-Champagne | 13,77            | 628 (2022)                                       | 46                 | modifier les données · modifier les données |
| Recy                                         | 51453      | CA de Châlons-en-Champagne | 14,38            | 1 077 (2022)                                     | 75                 | modifier les données · modifier les données |
| Saint-Gibrien                                | 51483      | CA de Châlons-en-Champagne | 4,04             | 548 (2022)                                       | 136                | modifier les données · modifier les données |
| Saint-Martin-sur-le-Pré                      | 51504      | CA de Châlons-en-Champagne | 11,89            | 794 (2022)                                       | 67                 | modifier les données · modifier les données |
| Saint-Pierre                                 | 51509      | CA de Châlons-en-Champagne | 10,27            | 300 (2022)                                       | 29                 | modifier les données · modifier les données |
| Thibie                                       | 51566      | CA de Châlons-en-Champagne | 10,46            | 292 (2022)                                       | 28                 | modifier les données · modifier les données |
| La Veuve                                     | 51617      | CA de Châlons-en-Champagne | 24,41            | 603 (2022)                                       | 25                 | modifier les données · modifier les données |
| Villers-le-Château                           | 51634      | CA de Châlons-en-Champagne | 20,94            | 297 (2022)                                       | 14                 | modifier les données · modifier les données |
| Vraux                                        | 51656      | CA de Châlons-en-Champagne | 12,80            | 462 (2022)                                       | 36                 | modifier les données · modifier les données |
| Canton de Châlons-en-Champagne-2             | 5104       |                            |                  | 25 428 (2022)                                    |                    | modifier les données                        |

## Démographie

### Démographie avant 2015
| 1999   | 2006   | 2011   | 2012   |
| ------ | ------ | ------ | ------ |
| 16 563 | 16 917 | 17 814 | 18 240 |

### Démographie depuis 2015
En 2022, le canton comptait 25 428 habitants, en évolution de −0,31 % par rapport à 2016 (Marne : −1,19 %, France hors Mayotte : +2,11 %).
| 2013   | 2018   | 2022   |
| ------ | ------ | ------ |
| 25 832 | 25 325 | 25 428 |